# Gerfalco
Gerfalco est une frazione située sur la commune de Montieri, province de Grosseto, en Toscane, Italie. Au moment du recensement de 2011 sa population était de 110 habitants.

## Géographie
Le hameau est situé dans le Monts Métallifères, sur les pentes des Cornate di Gerfalco (it), déclarés réserve naturelle.

## Monuments
- Église San Biagio (XIIIe siècle)
- Église Misericordia (XVIIIe siècle)
- Église Sant'Agostino (XIVe siècle)
- Murailles de Gerfalco, fortifications médiévales.